# Chaitya
Chaitya, sanskrit "andaktsplats".
En chaityahall är en byggnad, eller oftare, en konstgjord grotta eller klipptempel med en absid som omsluter en stupa. Två av de mest kända klipptemplen är de i Bhaja och Karli i Indien.
En chaityabåge är en term för ett återkommande motiv i indisk arkitektur som i miniatyrform liknar de bågar som kröner ingångarna i chaityahallar.